# گل لای (سرده)
گل لای (نام علمی: Limosella) نام یک سرده از تیره گل‌میمونیان است.